# Bend Her
Bend Her (рус. «Согни Её») — тринадцатый эпизод пятого сезона мультсериала «Футурама». Североамериканская премьера этого эпизода состоялась 20 июля 2003 года.

## Сюжет
Экипаж «Межпланетного Экспресса» посещает Олимпийские игры 3004 года.
Гермес участвует в соревнованиях по лимбо за команду Ямайки. В победе ему пытается помочь изобретение профессора Фарнсворта — костюм из спандекса, корректирующий фигуру (англ. body-shaping spandex suit).
Бендер тоже хочет принять участие в соревнованиях по сгибанию, но, глядя на роботов-атлетов, он понимает, что шансы на победу ничтожны. Тогда он маскируется под робота-девушку, чтобы выиграть среди женской команды роботов. Бендер регистрируется под именем «Колетт из Робонии». Таким образом он выигрывает пять золотых медалей, но затем ему нужно пройти тест на проверку пола, для чего он решается на его смену (состоящую в замене мужского масла на женское и отстригании антенны). Операция успешна, и Бендер становится женщиной.
Колетт становится знаменитостью: её приглашают участвовать в телешоу, и Бендер продолжает пребывать в женском теле, хотя шансы на успешное возвращение пола с каждым днём всё меньше и меньше. На телешоу в Колетт влюбляется Калькулон: он приглашает её на свидание, а затем делает предложение, которое Колетт-Бендер принимает.
Поначалу Колетт соглашается на брак с Калькулоном из меркантильных целей, но очень скоро по-настоящему влюбляется в него. Тогда экипаж Экспресса придумывает план: Колетт должна якобы умереть прямо на руках у Калькулона. Задумка срабатывает, и Колетт с помощью профессора Фарнсворта снова становится Бендером.
В конце серии Бендер себе под нос эмоционально прощается с Калькулоном и до сих пор считает, что Бендер себя не потерял.

## Персонажи
Список новых или периодически появляющихся персонажей сериала:
- ЛаБарбара Конрад
- Калькулон
- Юморбот 5.0
- Робот-Гедонист
- Эльзар
- Робопроповедник
- Дебют: Барбадос Слим

## Изобретения будущего
- Костюм из спандекса, корректирующий фигуру («body-shaping spandex suit»), — костюм, позволяющий изгибать человеческое тело под немыслимыми градусами. Используется для лимбо.

## Интересные факты
- Страны, замеченные на Олимпийских играх-3004 (курсивом выделены вымышленные государства):
  - Киберия (англ. Cyberia) (не путать с Сибирью (англ. Siberia), хотя, судя по одеяниям роботов в колонне, здесь намёк как раз на Сибирь);
  - Нация Джо (англ. Nation of Joe) — очевидно, состоит из одного человека — самого Джо;
  - Остров Дьявола (англ. Devil’s Island);
  - Республика Французских Стереотипов (англ. Republic of French Stereotypes);
  - Канада;
  - США;
  - Великобритания;
  - Швеция;
  - Ямайка;
  - Бельгия;
  - Южная Корея;
  - Чили.
- Если в череде Олимпийских игр в течение третьего тысячелетия не было перерывов, и период между ними остался в четыре года, то мы наблюдаем CCLXXVIII (278-е) Игры.
- Название эпизода имеет тройной смысл:
  - Оно созвучно с именем главного героя эпизода (Бэнд-Хё — Бендер);
  - Оно отсылает нас к фильму «Бен-Гур» (Ben-Hur);
  - Термин «gender bending» (дословно — «сгибание пола») переводится как «изменение пола».
- В очередной раз антенна Бендера сравнивается по значению с мужским достоинством. В прошлый раз это было в серии «I, Roommate».
- Имя Бендера-женщины — Колетт — в оригинале пишется, как Coilette (буквально, «Спиралетта» — от английского слова coil, означающего «спираль», «катушка»).
- Надпись «10w-40» на бочке с маслом, в которой сидят Бендер и Калькулон, — обозначение вязкости моторного масла в автомобилях.
- На столе робосудей можно увидеть символику Олимпийских игр, в которой семь колец (вместо пяти).
- На вопрос команды «Межпланетного Экспресса», почему в соревнованиях по лимбо должен участвовать Гермес (с его неспортивной формой), а не подготовленная команда, он ответил, что по непонятным причинам их задержали в аэропорту.